# Büdöskútpuszta megállóhely
Büdöskútpuszta megállóhely egy Borsod-Abaúj-Zemplén vármegyei vasúti megállóhely Szendrő településen, a MÁV üzemeltet. A város déli külterületei között helyezkedik el, Garadnapuszta, illetve a névadó Büdöskútpuszta településrészek között, bár az előbbihez valamivel közelebb; közúti elérését a 27-es főútból Büdöskútpuszta felé leágazó önkormányzati út biztosítja.

## Vasútvonalak
A megállóhelyet az alábbi vasútvonalak érintik:
- Sajóecseg–Hídvégardó-vasútvonal

## Kapcsolódó állomások
A megállóhelyhez az alábbi állomások vannak a legközelebb:
- Szendrőlád megállóhely (Sajóecseg–Hídvégardó-vasútvonal)
- Szendrő vasútállomás (Sajóecseg–Hídvégardó-vasútvonal)

## Forgalom
| Járat        | Útvonal | Gyakoriság   |
| ------------ | --- | ------------ |
| személyvonat | Miskolc-Tiszai – Miskolc-Gömöri – Szirmabesenyő – Sajókeresztúr – Sajóecseg – Alsóboldva – Boldva – Borsodszirák – Edelény alsó – Edelény – Szendrőlád (– Büdöskútpuszta) – Szendrő – Szendrő felső – Szalonna – Perkupa – Jósvafő-Aggtelek – Bódvaszilas – Komjáti – Tornanádaska | Napi 5-6 pár |